# Elezioni parlamentari in Marocco del 1963
Le elezioni parlamentari in Marocco del 1963 si sono tenute il 17 maggio. Esse hanno visto la vittoria, con il 34,8 % dei voti e 69 seggi, del Fronte per la Difesa delle Istituzioni Costituzionali.

## Risultati

### Camera dei rappresentanti
| Partito                                               | Voti      | %    | Seggi |
| ----------------------------------------------------- | --------- | ---- | ----- |
| Fronte per la Difesa delle Istituzioni Costituzionali | 1.159.932 | 34,8 | 69    |
| Istiqlal                                              | 1.000.506 | 30,0 | 41    |
| Unione Nazionalista delle Forze Popolari              | 751.056   | 22,5 | 28    |
| Partito Comunista Marocchino                          | 2.345     | -,1  | -     |
| Indipendenti                                          | 421.479   | 12,6 | 6     |
| Voti nulli/bianchi                                    | 113.221   | −    | −     |
| Totale                                                | 3.448.539 | 100  | 144   |
| Elettori registrati/affluenza                         | 4.803.654 | 71,8 | −     |

### Camera dei Consiglieri
| Partito                                               | Membri dell'Assemblea | Operai | Agricoltori | Artigiani | Consiglieri commerciali | Totale |
| ----------------------------------------------------- | --------------------- | ------ | ----------- | --------- | ----------------------- | ------ |
| Fronte per la Difesa delle Istituzioni Costituzionali | 74                    | 9      | 16          | 3         | -                       | 102    |
| Istiqlal                                              | 3                     | 4      | -           | 2         | -                       | 9      |
| Unione Generale dei Lavoratori Marocchini             | -                     | -      | -           | -         | 3                       | 3      |
| Altri                                                 | -                     | -      | -           | -         | 2                       | 2      |
| Indipendenti                                          | 3                     | 1      | -           | -         | -                       | 4      |
| Totale                                                | 80                    | 14     | 16          | 5         | 5                       | 120    |